# Вони всі цілували наречену
«Вони всі цілували наречену» (англ. They All Kissed the Bride) — американська комедійна мелодрама режисера Александра Голла 1942 року.

## Сюжет
Історія рішучої і твердої підприємиці Маргарет Дж. Дрю, яка керує власною компанією з вантажоперевезень, в якої через хронічну нестачу часу зовсім немає особистого життя.

## У ролях
- Джоан Кроуфорд — Маргарет Дж. «М. Дж.» Дрю
- Мелвін Дуґлас — Майкл «Майк» Голмс
- Роланд Янг — Марш
- Біллі Берк — місіс Дрю
- Аллен Дженкінс — Джонні Джонсон
- Ендрю Томбс — Крейн
- Гелен Перріш — Вівіан Дрю
- Еморі Парнелл — Магоні
- Мері Трін — Сьюзі Джонсон
- Нідія Вестман — Льюїс — секретарка М. Дж.
- Іван Ф. Сімпсон — доктор Касселль
- Роджер Кларк — Стівен Петтінджилл
- Едвард Гарган — поліцейський